# Wegekreuz Dellbrücker Hauptstraße

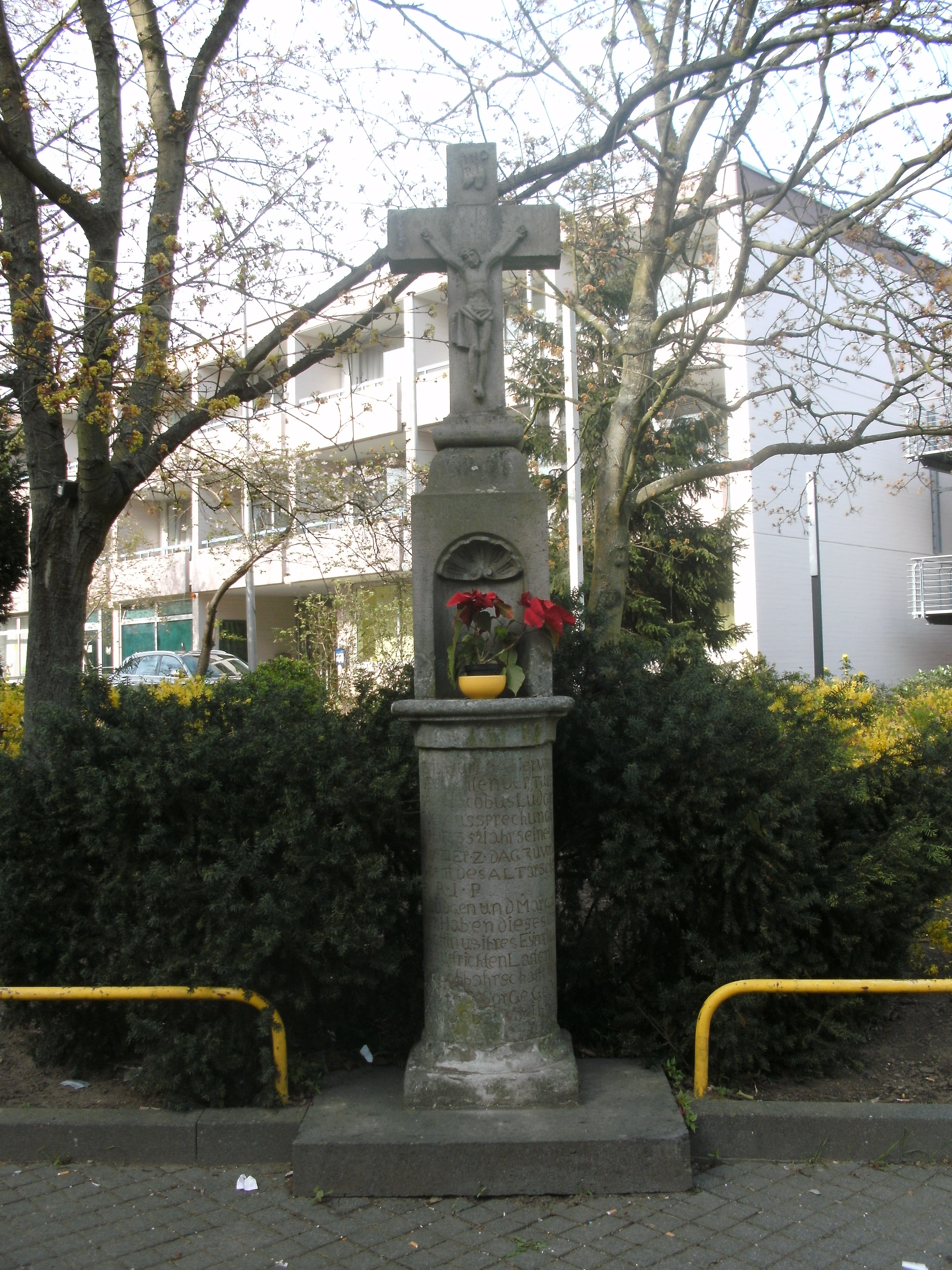
Wegekreuz Dellbrücker Hauptstraße

Das Wegekreuz in der Dellbrücker Hauptstraße ist ein 1762 errichtetes Kleindenkmal im Kölner Stadtteil Dellbrück.
Das drei Meter hohe Kreuz wurde aus Trachyt gefertigt und ist in drei Abschnitte gegliedert. Der untere Teil besteht aus einer runden Basis, auf der eine Inschrift angebracht ist, der mittlere Teil ist eine muschelförmige Expositionsnische, den oberen Teil bildet das Kreuz.
Das Kreuz wurde der Inschrift zufolge zum Gedenken an den fünfunddreißigjährigen Junggesellen Jacobus Lüdgen von seinen Eltern Wilhelm Lüdgen und Margarete Steinacker gestiftet. Jacobus Lüdgen soll am Ende des Siebenjährigen Krieges von französischen Marodeuren erschossen worden sein, nachdem er ihnen den falschen Weg gewiesen hat. Der vollständige Text der Inschrift lautet:

„A 1762 d. 11 7lris wurde allhier biser Hand erschossen der tugendvolle jungesel jacobus lüdgen under aussprechung jesses maria joseph im 35+ jahr seines alters nachdem er 2 dag zuvor das h.h. sacrament des altarsch empfungen R.I.P. wilhelm lüdgen und margaretha steinacker haben dieses creux zur gedägtthus ihres eynzig liebsten sohns aufrichten lassen die gantze nachbahrschafft wovor er bis in den Tod sorge gedragen begehret im gebet vor ihm“

Das Wegekreuz wurde am 1. Juli 1980 unter Denkmalschutz gestellt.